# 尼康D200

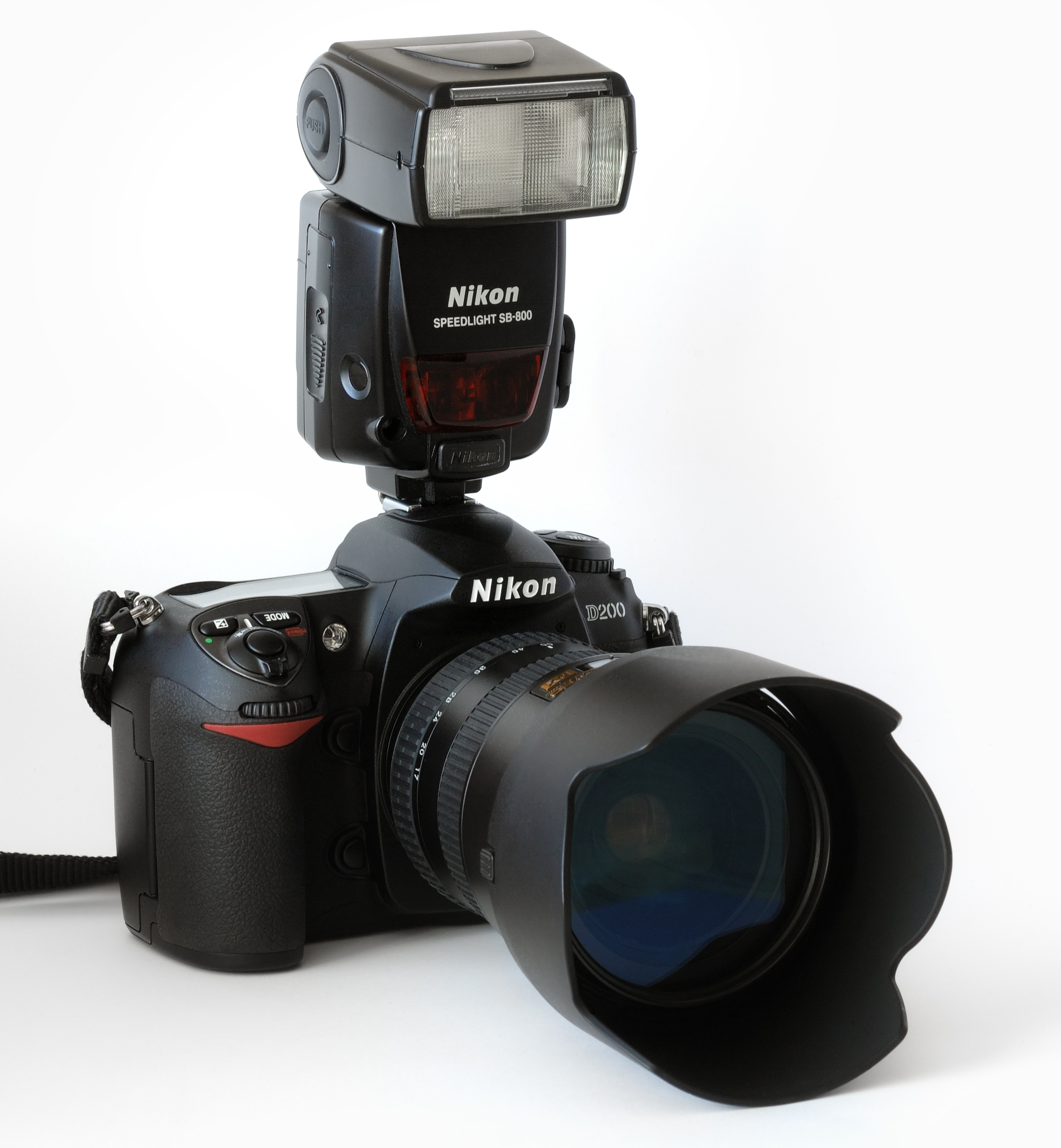
一台尼康D200相机，配有尼康17-55 mm / 2,8 G AF-S DX IF-ED镜头和尼康SB-800闪光灯。

尼康D200（Nikon D200）是尼康于2005年11月1日发表的数码单反相机，以取代原本的準專業級產品D100，介於當時的頂級專業機種D2X與進階業餘機種D70s之間。

## 概述
D200采用了尼康与索尼合作开发的DX规格（APS-C规格，焦距折算系数1.5x）1020万有效像素CCD图像传感器。该图像传感器采用高速4通道输出，配合光学低通滤光镜，可控制莫尔纹、色散及偏色等问题。D200采用了D2X的图像处理引擎，可实现全像素下5帧/秒的连拍速度。自動對焦部分，使用了當時同廠頂級機種D2X上的Multi-CAM2000自動對焦模組為基础所進一步简化而來的Multi-CAM1000自动对焦系统，具有多模式且可手動調整的11點對焦功能。再加上1005塊分區的3D彩色矩阵测光II技术、2.5英寸LCD显示屏、镁合金机身等技术，全面支持尼康创意闪光系统、无线传输以及GPS等功能。
如同其他同屬Nikon D系列的數位單眼相機產品，D200使用的是尼康自家的F接環（F Mount）鏡頭規格。除了支援所有尼康所推出的CPU鏡頭之外，屬於準專業機種的D200機身內附有快門驅動用的馬達，因此也可支援一些比較早期推出、鏡頭內並未內藏驅動馬達的非CPU鏡頭（但D200的部分功能可能無法在這些舊型鏡頭上完全發揮）。D200可以搭配尼康專門針對數位單眼相機產品所推出的DX規格之鏡頭系列，由於感光元件（長x寬為23.6x15.8mm的APS-C尺寸原色CCD）的尺碼特性，無論是裝置標準的35mm規格鏡頭或是DX規格鏡頭，鏡頭的實際焦距範圍皆須再乘上1.5倍的換算比，才能獲得在35mm菲林相機視角上的鏡頭焦距長度。

## 规格
D200的主要技术规格：
- 1020万像素DX画幅CCD图像传感器；
- 焦距折算系数1.5x；
- 采用Multi-CAM1000自动对焦模組；
- 采用3D彩色矩阵测光Ⅱ；
- 支持Nikon CPU和AI镜头测光耦合；
- 5帧/秒高速连拍；
- 2.5英寸TFT LCD显示屏；
- 固定眼平五棱镜；
- 快门速度范围 30-1/8000秒；
- ISO调节范围 100-3200；
- 镁合金机身，防水防尘设计；
- 支持Nikon 创意闪光系统（CLS）；
- 支持无线传输和GPS数据写入；
- 支持外接手柄（MB-D200）；

## 套装镜头
除了以單機的方式銷售外，尼康原廠也有推出內附有一支AF-S DX Zoom Nikkor ED 18-70mm F3.5-4.5G（IF）鏡頭的D200套裝組（Kit）。另外，與D200同時上市的還有一支AF-S DX Zoom Nikkor ED VR 18-200mm F3.5-5.6G（IF）、具有防手震功能的高變焦倍率自动对焦镜头。由於後者無論在鏡身尺寸、配重或是價格定位上，都較原廠的套裝鏡頭更適合裝置在D200上，因此反而成為許多用戶在購買D200時，會同時優先採購的鏡頭選擇。

## 外部連結
- （日語）Nikon D200產品情報頁面（Nikon日本官方網站）